# Паранько Микола Михайлович
Мико́ла Михайлович Паранько — український вчений-гігієніст, доктор медичних наук, професор.

## Життєпис
Здобув освіту фельдшера, по тому закінчив санітарно-гігієнічний факультет Дніпропетровського медичного інституту. Працює в Криворізькому НДІ гігієни.
1965 року захистив кандидатську, 1972-го — докторську дисертації, роботи присвячені вивченню проблем шуму та вібрації та їх впливу на організм працівників в гірничорудній промисловості.
1974 року очолює кафедру загальної гігієни, якою керував до 1997-го.
Досліджував проблеми комбінованої й сумісної дії на людський організм фізичних й хімічних факторів оточуючого середовища.
Як педагог підготував 1 доктора й 11 кандидатів наук.
Опубліковано 273 його наукові роботи, в тому числі 17 монографій, є автором 3 винаходів та 12 раціоналізаторських пропозицій.